# Jianhu
Jianhu är ett härad i Yanchengs stad på prefekturnivå i Jiangsu-provinsen i östra Kina.